# Anselmo da Campione

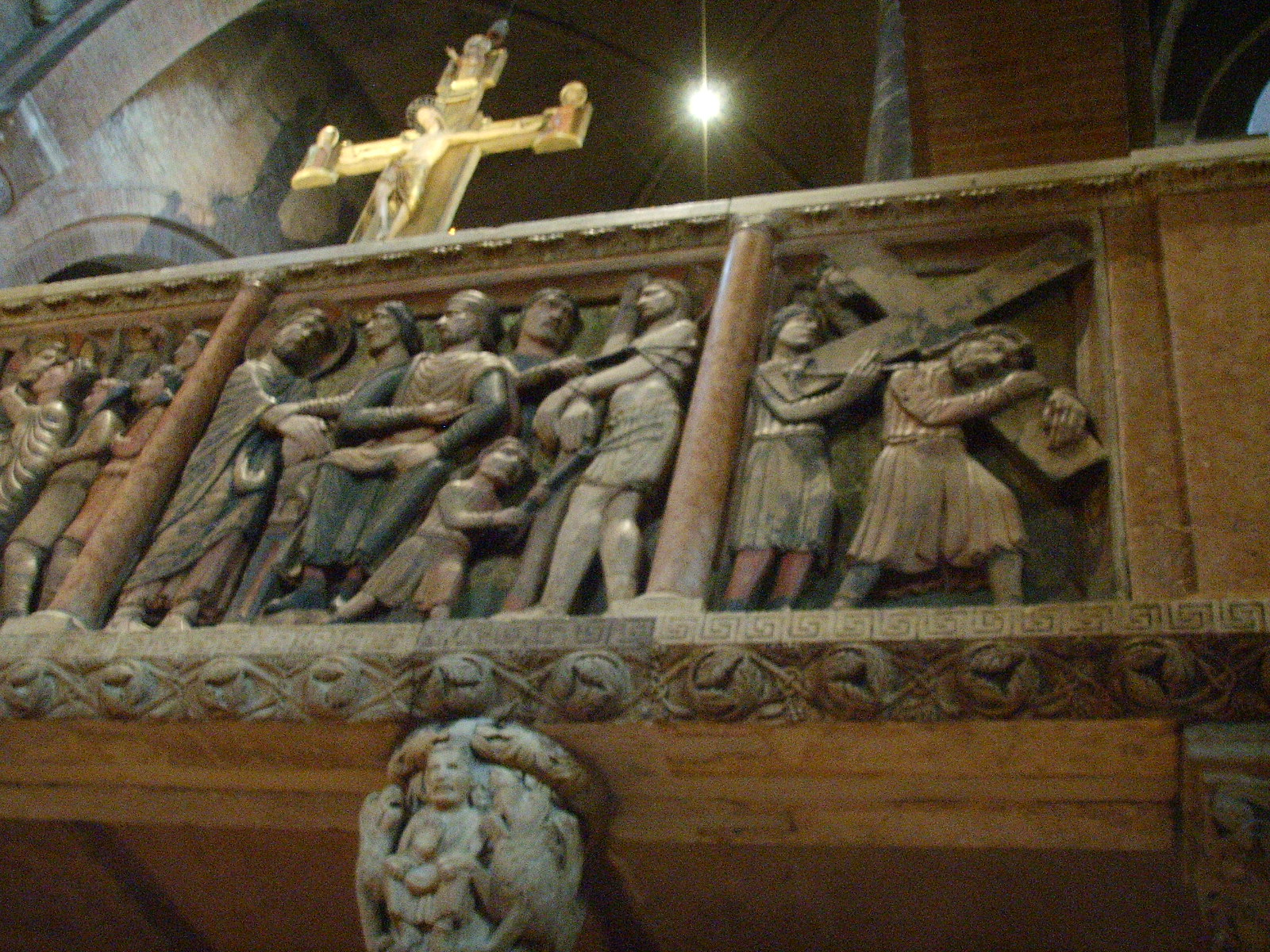
Anselmo da Campione: Lettner der Kathedrale von Modena, um 1170, (Detail)

Anselmo da Campione (* vor 1160 in Campione d’Italia) war ein italienischer Bildhauer der frühen Gotik, dessen Arbeiten von 1160 bis Anfang des 13. Jh. belegt werden können. 

## Leben
Anselmo erhielt seine Ausbildung vermutlich in Arles in Frankreich und war dann für die Bauhütte der Kathedrale von Modena in Italien tätig. Dort soll er ab 1160 das Querschiff und dann ab 1170 den Lettner sowie die Reliefs der Krypta ausgestaltet haben.
Anselmo ist einer der ersten der Campionesischen Meister (it. Magistri Campionesi), er ist einer der Vorläufer dieser Bildhauer, Steinmetze und Architekten des 13. und 14. Jahrhunderts, die alle aus Campione d’Italia, einer italienischen Enklave in der schweizerischen Lombardei, stammten. Sein Name da Campione wurde aufgrund seiner Herkunft gegeben, er stellt jedoch keinen Familiennamen dar.
Verschiedene Skulpturen im lombardisch-emilianischen Raum, die in die Zeit zwischen der Fertigstellung des Pfeilers in der Kathedrale von Modena und der Ausführung (1208–1225) des angrenzenden Ambos datiert werden können, würden dem Kreis von Anselmo zugeschrieben: acht Apostelfiguren, die heute in die Innenwand des nördlichen Seitenschiffs des Mailänder Doms eingemauert sind (im 19. Jahrhundert im Keller des Camposanto gefunden), der Sarkophag unter dem Hochaltar in der Kathedrale von Parma. Der Ambo auf der linken Seite des Pfeilers errichtet (1208–1225), ist an Anselmo und einem seiner drei Söhne zugeschrieben, wobei er sich auf einen Bericht stützt, in dem der Künstler als Zeuge in einer Urkunde von 1209 auftaucht.